# Lemocari
Lemocari ist eine osttimoresische Aldeia im Suco Manleuana (Verwaltungsamt Dom Aleixo, Gemeinde Dili). 2015 lebten in der Aldeia 2015 Menschen.

## Geographie
Lemocari liegt im Nordwesten des Sucos Manleuana. Südlich liegt die Aldeia Mundo Perdido, südöstlich die Aldeia Lisbutac und östlich die Aldeia Badiac. Im Norden grenzt Lemocari an den Suco Comoro. Im Westen liegt das Flussbett des Rio Comoro, der aber nur in der Regenzeit Wasser führt. Am anderen Flussufer liegt der Suco Tibar der zur Gemeinde Liquiçá gehört.

## Einrichtungen
In der Aldeia befindet sich das Hospital Lemocari und im Nordosten der Mercado Manleuana. Der Markt war früher in der Aldeia Zero III (Suco Fatuhada), wurde aber 2012 an seinen heutigen Platz verlegt.